# Eupsophus septentrionalis
Eupsophus septentrionalis Ibarra-Vidal, Ortiz & Torres-Pérez, 2004 è un anfibio anuro della famiglia Alsodidae.

## Distribuzione e habitat
Questa specie è endemica del Cile. Si trova nella Riserva Nazionale Los Queules in provincia di Concepción e nei dintorni della Riserva Nazionale Los Ruiles nella provincia di Cauquenes.

## Tassonomia
La specie è considerata da alcuni autori come una specie valida, mentre altri la collocano come sinonimo di E. roseus.